# John Pinder
John Pinder OBE (* 20. Juni 1924; † 7. März 2015) war ein britischer Wirtschafts- und Politikwissenschaftler.

## Leben und Wirken
John Pinder studierte Mathematik und Wirtschaftswissenschaft an der Universität Cambridge (King’s College). Nach seinem Studium (1943) leistete er als Soldat bei der Royal Artillery Militärdienst. Ab 1950 arbeitete er als Pressesprecher der „Federal Union“, die seit 1938 in Großbritannien bestand und sich für die europäische Integration in der Form einer föderativen Union einsetzte. 1952 wechselte er zur „European Intelligence Unit“, einer Forschungsabteilung der „Economist Group“, deren Direktor Pinder über fünf Jahre hinweg wurde. Ab 1964 leitete er den Vorläufer der Denkfabrik „Policy Studies Institute“ und zwar bis 1985. Von 1984 bis 1990 war er Präsident der Union Europäischer Föderalisten. Von 1985 bis 2008 leitete er „The Federal Trust for Education and Research“. Über drei Jahrzehnte lehrte Pinder außerdem als Honorarprofessor am „College of Europe“ in Brügge, einem privaten Hochschulinstitut für Europäische Studien.
Pinder legte zahlreiche Veröffentlichungen zur europäischen Integration vor und war ein vehementer Vertreter des Föderalismus sowie Befürworter der EU-Mitgliedschaft Großbritanniens. Im Jahre 1973 wurde er zum Officer des Order of the British Empire ernannt.

## Veröffentlichungen (Auswahl)
- Europe against de Gaulle. Praeger, New York/London 1963.
- Britain and the common market. Cresset Press, London 1964.
- (mit Roy Pryce): Europe After De Gaulle. Towards the United States of Europe. Penguin Books, Harmondsworth 1969 (dt. Übersetzung u.d.T.: Europa, Supermacht oder Entwicklungskontinent? Benziger, Zürich/Köln 1970).
- (Hrsg., mit Stanley Henig): European political parties. Allen & Unwin, London 1970, ISBN 0-04-327030-1.
- (Hrsg.): The economics of Europe. What the common market means for Britain. Knight, London 1971, ISBN 0-85314-123-1.
- (Hrsg.): Fifty years of political & economic planning. Looking forward 1931–1981. Heinemann, London 1981.
- (mit Charles Carter): Policies for a constraint economy. Heinemann, London 1982.
- (Hrsg.): National industrial strategies and the world economy. Croom Helm, London 1982, ISBN 0-7099-2010-5.
- Vergessene Wurzeln der britischen Föderalismusidee. Das europäische Vermächtnis Lothians. In: Integration, Bd. 7 (1984), S. 191–203.
- (Hrsg.): Pacifism is not enough. Collected lectures and speeches of Lord Lothian (Philip Kerr). Lothian Foundation Press, London 1990, ISBN 1-872210-01-5.
- (mit Richard Mayne): Federal Union. The pioneers. A history of Federal Union. St. Martin's Press, New York 1990, ISBN 0-312-04493-3.
- The European Community and Eastern Europe. Pinter, London 1991, ISBN 0-86187-881-7.
- European Community. The building of a nation. Oxford University Press, Oxford 1991, ISBN 0-19-219231-0.
- Verfassungspolitik für eine erweiterte europäische Solidargemeinschaft. In: Integration, Bd. 14 (1991), S. 151–159.
- European Unity and world order. Federal Trust 1945–1995. Federal Trust for Education and Research, London 1995, ISBN 0-901573-56-6.
- New Labour – new Europe? In: Integration, Bd. 20 (1997), S. 136–144.
- The European Union. A very short introduction. Oxford University Press, Oxford 2001, ISBN 978-0-19-285375-2 (3. Aufl., mit Simon Usherwood, 2013, ISBN 978-0-19-968169-3).
- (mit Yuri Shishkov): The Eu & Russia. The promise of a partnership. Federal Trust, London 2002, ISBN 1-903403-14-6.
- (Hrsg., mit Michael Burgess): Multinational federations. Routledge, London 2011, ISBN 978-0-415-66366-3.